# Neasuroides
Neasuroides är ett släkte av fjärilar. Neasuroides ingår i familjen björnspinnare.
Kladogram enligt Catalogue of Life:
| Neasuroides | \| \| Neasuroides asakurai \| \| \| \| \| \| Neasuroides simplicior \| \| \| \| |
|             | \| \| Neasuroides asakurai \| \| \| \| \| \| Neasuroides simplicior \| \| \| \| |
|             | Neasuroides asakurai                                                            |
|             |                                                                                 |
|             | Neasuroides simplicior                                                          |
|             |                                                                                 |